# Retenció de primer ordre

Senyal mostrejat idealment x_{s}(t).

Senyal lineal a trossos x_{FOH}(t).

La retenció de primer ordre (FOH) és un model matemàtic de la reconstrucció pràctica de senyals mostrejades que es podria fer mitjançant un convertidor digital a analògic (DAC) convencional i un circuit analògic anomenat integrador. Per a FOH, el senyal es reconstrueix com una aproximació lineal a trossos al senyal original que es va mostrejar. Un model matemàtic com FOH (o, més comunament, el manteniment d'ordre zero) és necessari perquè, en el teorema de mostreig i reconstrucció, una seqüència d'impulsos de Dirac, xs(t), que representa les mostres discretes, x(nT), es filtra de pas baix per recuperar el senyal original que es va mostrejar, x(t). Tanmateix, la sortida d'una seqüència d'impulsos de Dirac és poc pràctic. Es poden implementar dispositius, utilitzant un DAC convencional i alguns circuits analògics lineals, per reconstruir la sortida lineal a trossos per a FOH predictiu o retardat.
Tot i que això no es fa físicament, es pot generar una sortida idèntica aplicant la seqüència hipotètica d'impulsos de Dirac, xs(t), a un sistema lineal invariant en el temps, també conegut com a filtre lineal amb aquestes característiques (que, per a un sistema LTI, es descriuen completament per la resposta a l'impuls) de manera que cada impuls d'entrada dona com a resultat la funció lineal a trossos correcta a la sortida.

## Retenció bàsica de primer ordre
La retenció de primer ordre és el filtre hipotètic o sistema LTI que converteix el senyal mostrat idealment
| {\displaystyle x_{s}(t)\,} | {\displaystyle =x(t)\ T\sum _{n=-\infty }^{\infty }\delta (t-nT)\ } |
|                            | {\displaystyle =T\sum _{n=-\infty }^{\infty }x(nT)\delta (t-nT)\ }  |

al senyal lineal a trossos
{\displaystyle x_{\mathrm {FOH} }(t)\,=\sum _{n=-\infty }^{\infty }x(nT)\mathrm {tri} \left({\frac {t-nT}{T}}\right)\ }

Resposta impulsiva (no causal) de primer ordre manté h_{FOH}(t).

resultant en una resposta impulsiva eficaç de
{\displaystyle h_{\mathrm {FOH} }(t)\,={\frac {1}{T}}\mathrm {tri} \left({\frac {t}{T}}\right)={\begin{cases}{\frac {1}{T}}\left(1-{\frac {|t|}{T}}\right)&{\mbox{if }}|t|<T\\0&{\mbox{otherwise}}\end{cases}}\ }
on {\displaystyle \mathrm {tri} (x)\ } és la funció triangular.
La resposta de freqüència efectiva és la transformada de Fourier contínua de la resposta d'impuls.
| {\displaystyle H_{\mathrm {FOH} }(f)\,} | {\displaystyle ={\mathcal {F}}\{h_{\mathrm {FOH} }(t)\}\ }                       |
|                                         | {\displaystyle =\left({\frac {e^{i\pi fT}-e^{-i\pi fT}}{i2\pi fT}}\right)^{2}\ } |
|                                         | {\displaystyle =\mathrm {sinc} ^{2}(fT)\ }                                       |

on {\displaystyle \mathrm {sinc} (x)={\frac {\sin(\pi x)}{\pi x}}\ } és la funció sinc normalitzada.
La funció de transferència de transformada de Laplace de FOH es troba substituint s = i 2 π f :
| {\displaystyle H_{\mathrm {FOH} }(s)\,} | {\displaystyle ={\mathcal {L}}\{h_{\mathrm {FOH} }(t)\}\ }           |
|                                         | {\displaystyle =\left({\frac {e^{sT/2}-e^{-sT/2}}{sT}}\right)^{2}\ } |

Aquest és un sistema acausal en què la funció d'interpolació lineal es mou cap al valor de la mostra següent abans que aquesta s'apliqui al filtre FOH hipotètic.